# Список фаворитов и любовников Романовых
Список фаворитов и любовников Романовых включает женщин и мужчин, находившихся в интимной связи с императорами и правящими императрицами Российской империи.

## XVII—XVIII века

### Пётр I
- Меншиков, Александр Данилович
- Монс, Анна Ивановна — с 1691 или 1692 года до 1704 года.
- Арсеньева, Варвара Михайловна — предположительно[1]
- Румянцева, Мария Андреевна — предположительно[1]
- Гамильтон, Мария Даниловна
- Крамер, Анна Ивановна — предположительно[2]
- Чернышёва, Авдотья Ивановна — предположительно[1]
- Кантемир, Мария Дмитриевна — в 1721—1723, 1724—1725 годах
- Елена Фадемрех
- Елизавета Синявская[1]

### Екатерина I
- Шереметев, Борис Петрович — до знакомства с Петром
- Меншиков, Александр Данилович — до знакомства с Петром
- Монс, Виллим Иванович — до вступления на престол
- Сапега, Пётр Павел — предположительно
- Лёвенвольде, Рейнгольд Густав

### Анна Иоанновна
- Бестужев-Рюмин, Пётр Михайлович — до вступления на престол
- Бирон, Эрнст Иоганн

### Анна Леопольдовна
- Линар, Мориц Карл

### Елизавета Петровна
- Разумовский, Алексей Григорьевич
- Шувалов, Иван Иванович[3]

### Пётр III
- Воронцова, Елизавета Романовна
- Куракина, Елена Степановна

### Екатерина II
- Орлов, Григорий Григорьевич — внебрачный сын Алексей Бобринский[4]
- Потёмкин, Григорий Александрович — возможная внебрачная дочь Елизавета Тёмкина[4]
- Зубов, Платон Александрович[5]

### Павел I
- Разумовская, Софья Степановна — до вступления на престол
- Жеребцова, Ольга Александровна — до вступления на престол
- Нелидова, Екатерина Ивановна
- Лопухина, Анна Петровна
- Мадам Шевалье
- Мавра Исидоровна Юрьева, родившая царю дочь Марфу[4]

## XIX век

### Александр I
- Торсукова, Екатерина Васильевна — до вступления на престол
- Всеволожская, София Сергеевна — предположительно; вероятный сын Лукаш, Николай Евгеньевич[4]
- Нарышкина, Мария Антоновна — официальная фаворитка, приписывается несколько совместных детей, в том числе Софья Нарышкина[4]
- Туркестанова, Варвара Ильинична
- Мадемуазель Жорж — предположительно[6]
- Мадемуазель Бургуан (Мари-Терез-Этьенетта Бургоэн)
- Улла (Ульрика) Мёллервэрд — фрейлина (1811), дочь губернатора г. Порвоо, жена с 1813 года генерал-майора Одерта Рейнольда фон Эссена[7]

### Николай I
- Нелидова, Варвара Аркадьевна
- Мусина-Пушкина, Екатерина Петровна[8] — предположительно; мать Софьи Трубецкой
- Некие «васильковые дурачества»

### Александр II
- Калиновская Ольга Иосифовна
- Дашкова, Софья Андреевна — была предметом самой пылкой страсти великого князя Александра Николаевича.
- Альбединская, Александра Сергеевна
- Долгорукова, Екатерина Михайловна, позже жена

### Александр III
- Мещерская, Мария Элимовна — любовницей не была; Александр был серьезно влюблен в нее до восшествия на престол[9]

### Николай II
- Моорока О-Мацу — гейша, до вступления на престол[10]
- Кшесинская, Матильда Феликсовна — до вступления на престол